# Harry Hastie
Henry "Harry" Hastie là một cầu thủ bóng đá người Anh từng thi đấu ở vị trí hậu vệ.